# Creully
Creully är en kommun i departementet Calvados i regionen Normandie i norra Frankrike. Kommunen ligger i kantonen Creully som ligger i arrondissementet Caen. År 2018 hade Creully 1 586 invånare.

## Befolkningsutveckling
Antalet invånare i kommunen Creully
Referens: INSEE